# Askar Askarov
Askar Askarov (ruso: Аскар Сайпулаевич Аскаров; 9 de octubre de 1992, Distrito de Akhvakhsky, República de Daguestán, Rusia) es un artista marcial mixto y luchador de estilo libre ruso. Actualmente compite en la división de peso mosca de Ultimate Fighting Championship (UFC). Artista marcial mixto profesional desde 2013, Askarov compitió anteriormente en el Absolute Championship Berkut (ACB), donde ha ganado el campeonato de peso mosca de la ACB y la medalla de oro de lucha libre de 61 kg en los Juegos Sordolímpicos Samsun 2017.

## Carrera de artes marciales mixtas

### Carrera temprana
Hizo su debut profesional en MMA en Rusia en julio de 2013, contra otro debutante como Shamil Amirov. Ganó el combate por un estrangulamiento por detrás en el segundo asalto. En su segunda pelea, se enfrentó a otro luchador debutante, Kvanzhakov Kantemir, y ganó por un TKO en el primer asalto. Askarov amplió su racha de victorias a cuatro, con triunfos por KO contra Elvin Abbasov y Vakha Kadyrov.

### Absolute Championship Berkut
Tras estas dos victorias, firmó con la promoción rusa Absolute Championship Berkut. En su primer combate con ACB, derrotó a Vyacheslav Gagiev por TKO en el segundo asalto. Durante ACB 22, luchó y sometió al invicto Kirill Medvedovski. Fue programado para luchar contra Marcin Lasota en ACB 29. Ganó el combate por TKO en el segundo asalto. En su cuarto combate con la organización, fue programado para luchar contra Ruslan Abiltarov durante ACB 38. Ganó el combate por estrangulamiento por detrás, y se le concedió una bonificación de $5000 dólares por la sumisión de la noche.
Estas victorias le valieron la oportunidad de enfrentarse a José Maria Tomé por el Campeonato de Peso Mosca de la ACB, que estaba vacante. Venció a José Maria Tomé por sumisión en el quinto asalto para convertirse en el primer campeón de peso mosca de la ACB. Askarov obtuvo además una bonificación de $5000 dólares por la "Pelea de la Noche".
Tenía programada su primera defensa del título durante en ACB 58, donde se enfrentó a Anthony Leone. Ganó el combate a mediados del tercer asalto, mediante un triángulo corporal de cuello.
Tenía previsto defender su título por segunda vez contra Rasul Albaskhanov, en ACB 86. Derrotó a Albaskhanov por un estrangulamiento por guillotina en el segundo asalto.
Tras su firma con la UFC, dejó vacante el título de peso mosca de la ACB.

### Ultimate Fighting Championship
Debutó en la UFC contra Brandon Moreno en el cartelera principal de UFC Fight Night: Rodríguez vs. Stephens el 21 de septiembre de 2019. Aunque Moreno estaba compitiendo frente a sus fanes de casa en México, el combate acabó en un empate dividido después de tres asaltos.
Para su segunda combate en el octágono, se enfrentó al ex retador del título de peso mosca de la UFC, Tim Elliott, el 18 de enero de 2020 en UFC 246. Ganó el combate por decisión unánime.
Se enfrentó a Alexandre Pantoja en UFC Fight Night: Figueiredo vs. Benavidez 2 el 19 de julio de 2020. Ganó el combate por decisión unánime.
Se enfrentó a Joseph Benavidez el 6 de marzo de 2021 en UFC 259. En el pesaje, pesó 127 libras, una libra por encima del límite del combate de peso mosca sin título. Su combate se desarrolló en un peso acordado y se le impuso una multa del 20 por ciento de su bolsa individual, que fue a parar a Benavidez. Ganó el combate por decisión unánime.
Tenía previsto enfrentarse a Alex Perez el 31 de julio de 2021 en UFC on ESPN: Hall vs. Strickland. Sin embargo, se retiró del combate a principios de julio alegando una lesión. A su vez, Pérez fue retirado de la cartelera por completo y reprogramado para enfrentarse a Matt Schnell cuatro semanas después, el 28 de agosto de 2021 en UFC on ESPN: Barboza vs. Chikadze.
Se enfrentó a Kai Kara-France en el UFC on ESPN: Blaydes vs. Daukaus el 26 de marzo de 2022. Perdió por decisión unánime.

## Vida personal
Nació en el seno de una familia de Akhvakh el 9 de octubre de 1992, en el pueblo de Kamysh-Kutan, en el distrito de Akhvakhsky de la República de Daguestán, Rusia.
Nació sordo y, aunque su audición ha mejorado, sólo puede oír aproximadamente el 20% de los sonidos que oye la mayoría de la gente, lo que significa que no puede oír las instrucciones de su equipo durante un combate. Ha representado a Rusia como parte del equipo nacional de lucha para sordos, incluso en las Sordolimpiadas de verano en Samsun, Turquía en 2017, donde ganó una medalla de oro.

## Campeonatos y logros
- Absolute Championship Berkut
  - Campeonato de Peso Mosca de la ACB (una vez, primero)[12][15][17]
    - Dos defensas exitosas del título

- Juegos Sordolímpicos Samsun 2017
  - Medalla de oro - 61 kg[31]
- Campeonato Mundial de Lucha para Sordos 2018
  - Medalla de bronce - 61 kg[32]

## Récord en artes marciales mixtas
| Resultado | Récord | Oponente            | Método                                             | Evento                                                               | Fecha                    | Ronda | Tiempo | Localización           | Notas                                                              |
| --------- | ------ | ------------------- | -------------------------------------------------- | -------------------------------------------------------------------- | ------------------------ | ----- | ------ | ---------------------- | ------------------------------------------------------------------ |
| Victoria  | 15-1-1 | Alan Gomes          | Decisión (unánime)                                 | ACA 166: Magomedov vs. Dolgov                                        | 24 de noviembre de 2023  | 3     | 5:00   | St.Petesburgo          |                                                                    |
| Derrota   | 14-1-1 | Kai Kara-France     | Decisión (unánime)                                 | UFC on ESPN: Blaydes vs. Daukaus                                     | 26 de marzo de 2022      | 3     | 5:00   | Columbus, Ohio         |                                                                    |
| Victoria  | 14-0-1 | Joseph Benavidez    | Decisión (unánime)                                 | UFC 259                                                              | 6 de marzo de 2021       | 3     | 5:00   | Las Vegas, Nevada      | Combate de peso acordado (127 libras); Askarov no alcanzó el peso. |
| Victoria  | 13-0-1 | Alexandre Pantoja   | Decisión (unánime)                                 | UFC Fight Night: Figueiredo vs. Benavidez 2                          | 19 de julio de 2020      | 3     | 5:00   | Abu Dhabi              |                                                                    |
| Victoria  | 12-0-1 | Tim Elliott         | Decisión (unánime)                                 | UFC 246                                                              | 18 de enero de 2020      | 3     | 5:00   | Las Vegas, Nevada      |                                                                    |
| Empate    | 11-0-1 | Brandon Moreno      | Empate (dividido)                                  | UFC Fight Night: Rodríguez vs. Stephens                              | 21 de septiembre de 2019 | 3     | 5:00   | Ciudad de México       |                                                                    |
| Victoria  | 11-0   | Rasul Albaskhanov   | Sumisión técnica (estrangulamiento por guillotina) | ACB 86                                                               | 5 de mayo de 2018        | 2     | 1:59   | Moscú                  | Defendió el Campeonato de Peso Mosca de la ACB.                    |
| Victoria  | 10-0   | Anthony Leone       | Sumisión (tornado)                                 | ACB 58                                                               | 22 de abril de 2017      | 3     | 2:41   | Jasaviurt              | Defendió el Campeonato de Peso Mosca de la ACB.                    |
| Victoria  | 9-0    | José Maria Tomé     | Sumisión (estrangulamiento de anaconda)            | ACB 48                                                               | 22 de octubre de 2016    | 5     | 1:57   | Moscú                  | Ganó el Campeonato de Peso Mosca de la ACB. Pelea de la Noche.     |
| Victoria  | 8-0    | Ruslan Abiltarov    | Sumisión (estrangulamiento por detrás)             | ACB 38                                                               | 20 de mayo de 2016       | 2     | 1:37   | Rostov del Don         | Sumisión de la Noche.                                              |
| Victoria  | 7-0    | Marcin Lasota       | TKO (puñetazos)                                    | ACB 29                                                               | 6 de febrero de 2016     | 2     | 3:35   | Varsovia               |                                                                    |
| Victoria  | 6-0    | Kirill Medvedovsky  | Sumisión (estrangulamiento por detrás)             | ACB 22                                                               | 12 de septiembre de 2015 | 3     | 3:56   | San Petersburgo        |                                                                    |
| Victoria  | 5-0    | Vyacheslav Gagiev   | TKO (puñetazos)                                    | ACB 17                                                               | 12 de mayo de 2015       | 2     | 1:56   | Grozni                 |                                                                    |
| Victoria  | 4-0    | Vakha Kadyrov       | TKO (puñetazos)                                    | Khasavyurt Fight: Dagestan MMA Open Cup 2014                         | 21 de junio de 2014      | 1     | 3:15   | República de Daguestán |                                                                    |
| Victoria  | 3-0    | Elvin Abbasov       | Sumisión (barra de brazo)                          | GEFC: Lights of Baku 2                                               | 15 de febrero de 2014    | 2     | 3:45   | Bakú                   |                                                                    |
| Victoria  | 2-0    | Kvanzhakov Kantemir | TKO (puñetazos)                                    | Sparta Martial Arts Club: Team Sosnovy Bor vs. Team Leningrad Oblast | 8 de diciembre de 2013   | 1     | 2:14   | San Petersburgo        |                                                                    |
| Victoria  | 1-0    | Shamil Amirov       | Sumisión (estrangulamiento por detrás)             | Liga Kavkaz: Grand Umakhan Battle                                    | 7 de julio de 2013       | 2     | 2:05   | Khunzakh               | Debut en el peso mosca.                                            |